# La Gripperie-Saint-Symphorien
La Gripperie-Saint-Symphorien is een gemeente in het Franse departement Charente-Maritime (regio Nouvelle-Aquitaine) en telt 447 inwoners (2005). De plaats maakt deel uit van het arrondissement Rochefort.

## Geografie
De oppervlakte van La Gripperie-Saint-Symphorien bedraagt 18,3 km², de bevolkingsdichtheid is 24,4 inwoners per km².
De onderstaande kaart toont de ligging van La Gripperie-Saint-Symphorien met de belangrijkste infrastructuur en aangrenzende gemeenten.

## Demografie
Onderstaande figuur toont het verloop van het inwonertal (bron: INSEE-tellingen).